# Flagelline

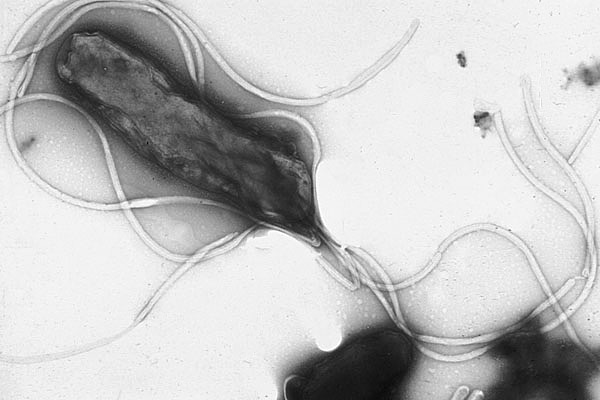
Flagellen von Helicobacter pylori

Flagelline sind eine Gruppe von Proteinen in Flagellen (synonym Geißeln) von Bakterien und Archaeen. In Verbindung mit den Motorproteinen an der Basis der Flagellen dienen sie der Fortbewegung in Flüssigkeiten.

## Eigenschaften

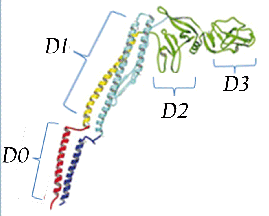
Proteindomänen der Flagelline

Flagelline sind der Hauptbestandteil der Flagellen, die sich aus 20.000 bis 30.000 helikal angeordneten Flagellineinheiten zusammensetzen. Sie sind glykosylierte globuläre Proteine mit einer Masse zwischen 30 und 60 Kilodalton und lagern sich spontan zu hohlen Zylindern zusammen mit einem inneren Durchmesser von etwa 2 nm. Der äußere Durchmesser liegt bei 20 nm. Der Transport der Flagelline aus dem Cytosol erfolgt innerhalb der Zylinder teilweise mit Hilfe von Chaperonen. Das Flagellenwachstum erfolgt bei Bakterien am distalen Ende der Flagellen, bei Archaeen am proximalen Ende. Bei der periodischen Änderung der Drehrichtung (vom Uhrzeigersinn in den Gegenuhrzeigersinn und umgekehrt) dröseln sich bakterielle Flagellen kurzzeitig in einzelne Filamente auf, archaeische Flagellen nicht. An der Basis der Flagellen bindet der Flagellenhaken an Flagellin, an die Spitze der Flagellen bindet ein Deckelprotein.
Flagelline von Bakterien besitzen eine unterschiedliche Masse, aber einen konservierten N- und C-Terminus, durch die eine Zusammenlagerung zum Flagellum gewährleistet wird. Beide Termini liegen auf der Innenseite des Flagellums und steuern die Zusammenlagerung des Flagellins zu zwei verschiedenen Protofilamenten, lang und kurz. Der mittlere Teil des Flagellins liegt auf der Außenseite der Flagellen und ist vergleichsweise variabel zwischen den Arten. Die Proteindomänen des Flagellins sind von innen nach außen nummeriert (D0 bis D3), wobei beide Termini in der Domäne D0 liegen. Das Verhältnis aus langen und kurzen Protofilamenten bestimmt die Windung des Flagellums. Während in den meisten begeißelten Bakterienarten nur ein Flagellin vorkommt (bei Escherichia coli codiert durch das Gen fliC), besitzen Sinorhizobium meliloti, Treponema pallidum und Caulobacter crescentus (bei C. crescentus codiert durch die Gene fliM, fliN und fliO) mehrere miteinander verwandte Flagelline.

## Immunologie
In Säugetieren bindet der Toll-like-Rezeptor 5 (TLR5) an Flagelline, wodurch in Epithelzellen und dendritischen Zellen die angeborene Immunantwort aktiviert wird. In dendritischen Zellen wird zusätzlich die Bildung von T-Helferzellen der adaptiven Immunantwort angeregt. Daher werden Flagelline als Adjuvans untersucht. Analog lösen Flagelline eine angeborene Immunantwort in Pflanzen aus, insbesondere das Flagellin-Peptid flg22. In der Ackerschmalwand (Arabidopsis thaliana) bindet Flagellin an die Rezeptor-Proteinkinase Fls2 (von engl. flagellin-sensitive-2), woraufhin Bak1 (von engl. BRI1-associated kinase 1) gebunden wird und die angeborene Immunantwort ausgelöst wird.